# Dirk Pieters
Dirk Pieters, né le 31 décembre 1954 à Brakel est un homme politique belge flamand, membre du CD&V.
Il est licencié en sciences économiques (KUL); maîtrise en sciences économiques (UCL); Master of Arts in Economics (Université du Sussex). Il fut expert du Bureau du plan et chargé de cours au VLEKHO et EHSAL.

## Fonctions politiques
- 1995-2003 : membre de la Chambre des représentants
- 1995-2018 : Bourgmestre de Hal.